# Sanogasta maculosa
Sanogasta maculosa är en spindelart som först beskrevs av Hercule Nicolet 1849.  Sanogasta maculosa ingår i släktet Sanogasta och familjen spökspindlar. Inga underarter finns listade i Catalogue of Life.